# Monastero delle Clarisse (Rapallo)
Il complesso monastico delle Clarisse è stato un luogo di culto cattolico situato nel comune di Rapallo, in piazzale Josemaría Escrivá de Balaguer, nella città metropolitana di Genova.
Convento di clausura dell'Ordine di Santa Chiara da Montefalco dal 1691, dopo l'acquisto da parte della civica amministrazione, gli spazi religiosi dell'ex chiesa e convento sono stati convertiti in teatro-auditorium cittadino, polo scolastico statale superiore e museale del civico museo "Attilio e Cleofe Gaffoglio".

## La chiesa e il monastero

### La fondazione

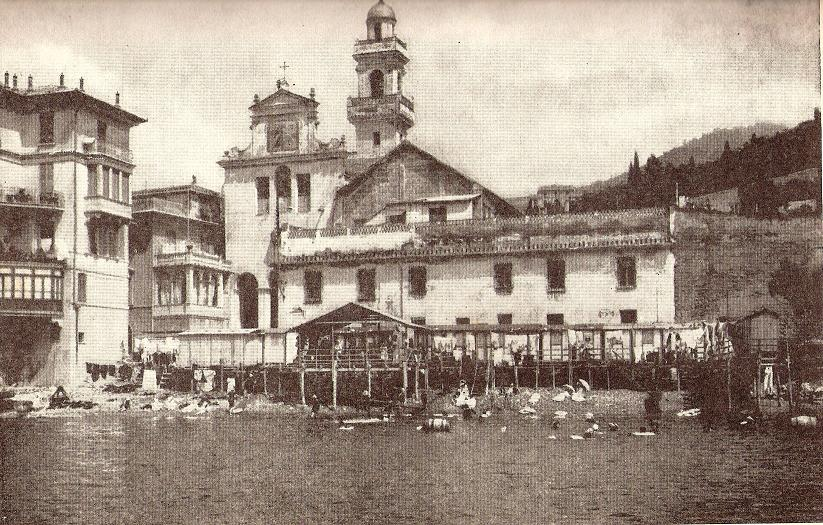
Il complesso e i "bagni delle Monache" in una foto del primo Novecento

Le basi e le ragioni che portarono all'edificazione di un nuovo complesso monastico nel territorio rapallese si affacciarono sul finire del XVI secolo per la cessazione e chiusura del già esistente monastero di Valle Christi, nell'odierno abitato frazionario di San Massimo. L'opera, fortemente voluta dalle autorità civili e religiose dell'allora borgo rapallese, incontrò però inizialmente delle resistenze, soprattutto per la mancanza di fondi, che slittarono di alcuni decenni le fasi progettuali e di costruzione.
Un primo passo verso l'acquisto dell'area è legato ai provvidenziali lasciti di tre personalità nei tre decenni del Seicento: Paolo Bardi con testamento del 18 giugno 1617, Sebastiano Figari con atto del 30 novembre 1625 e Andrea Castagneto, il più consistente, con legato perenne del 22 ottobre 1629. Con atto del 21 dicembre 1633 fu così possibile l'acquisto di una proprietà rurale con case coloniche - "villa" nel senso ligure - presso la località detta "il giardino" del notaio Giacomo Della Torre. Negli stessi giorni la civica amministrazione, con petizione del priore Gio. Antonio Merello, ne richiedeva all'arcivescovo di Genova, monsignor Domenico de' Marini, il permesso per la posa della prima pietra. Con decreto arcivescovile datato al 23 dicembre 1633 si conferiva all'arciprete rapallese, reverendo Gio. Batta Angeletti, l'incarico di procedere a tale cerimonia; una solenne cerimonia civile e religiosa, svoltasi il 24 dicembre e con la presenza di importanti personalità ecclesiastiche, ufficializzò la posa della prima pietra del complesso monastico.
Il 25 luglio del 1634 viene stipulato il contratto tra i protettori dell'opera del monastero, nominati dal senato della Repubblica di Genova l'8 marzo dello stesso anno, e gli impresari edili maestri Francesco Bianchi e Battista Lagomaggiore per dare così inizio all'opera di edificazione. La durata dei lavori, tra rallentamenti e riprese, legati principalmente per la mancanza di fondi in corso d'opera, durò ben trentasei anni. Soltanto il 18 luglio del 1670, i protettori informavano il senato genovese che solamente la chiesa poteva considerarsi terminata, con ulteriore testimonianza scritta del patrizio Giuseppe Maria Centurione, capitano di Rapallo. Alla già acquisita proprietà dell'erigendo complesso fu aggiunto un vicino stabile, con atto del 6 luglio 1682, in modo da poter già ospitare una piccola comunità.

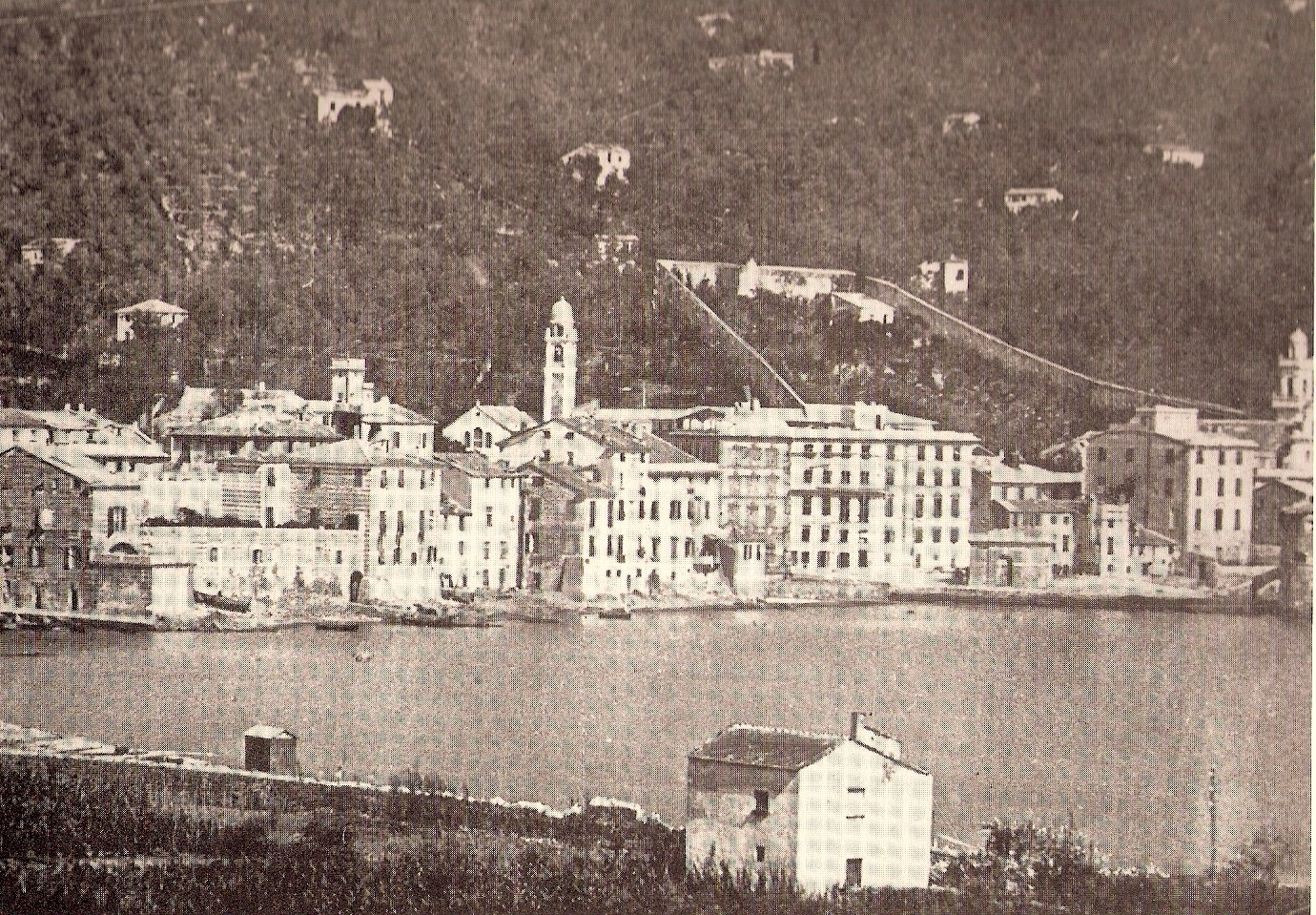
Particolare della cinta muraria (in seguito demolita) del monastero in una foto del 1870

Nell'aprile del 1688 i protettori, con lettera al rapallese reverendo Gio. Simone Forno, vicario generale della curia arcivescovile genovese, per lo stato oramai avanzato dei lavori (la chiesa era infatti già ultimata con la presenza fissa di un cappellano) ne richiedevano la regolare licenza di apertura al culto, che avvenne con decreto del 10 giugno. Il 4 luglio con una nuova e solenne cerimonia, tra personalità civile e religiose, si celebrava la prima messa all'interno della chiesa.
Dopo una nuova supplica dei protettori al senato, datato al luglio 1689, quest'ultimo deliberò, con seduta del 22 luglio, l'ufficiale apertura del monastero, stabilendo le condizioni economiche relative alla dote di ciascuna monaca, in modo da garantire che il reddito ne permettesse un'ulteriore assunzione sino alla massima copertura del massimo previsto: l'arcivescovo stabilì per le monache non rapallesi la cifra di 5.000 lire di dote, più 1.800 lire per il vestiario, e di lire 3.000, più vestiario, per le religiose locali. Con licenza dell'8 maggio 1690 la Congregazione autorizzava l'ingresso delle fondatrici madre Maria Limbana Serravalle, madre Maria Cecilia Ricci e madre Barbara Felice Pallavicini delle monache agostiniane di San Tommaso in Genova.
Il 20 dicembre 1690 vengono compilate le "Capitolazioni per il nuovo monastero di Rapallo, sotto regola di sant'Agostino, con titolo di Santa Chiara della Croce di Montefalco", composto da nove capitoli approvati dall'arcivescovo Giulio Vincenzo Gentile e dal dottor Gio. Agostino Molfino, procuratore dei protettori delle monache. Lo stesso arcivescovo, con decreto del 30 dicembre, approvava e istituiva il monastero, autorizzando il trasferimento da Genova di madre Maria Limbana Serravalle e madre Barbara Felice Pallavicini nel nuovo complesso rapallese.

### I contrasti

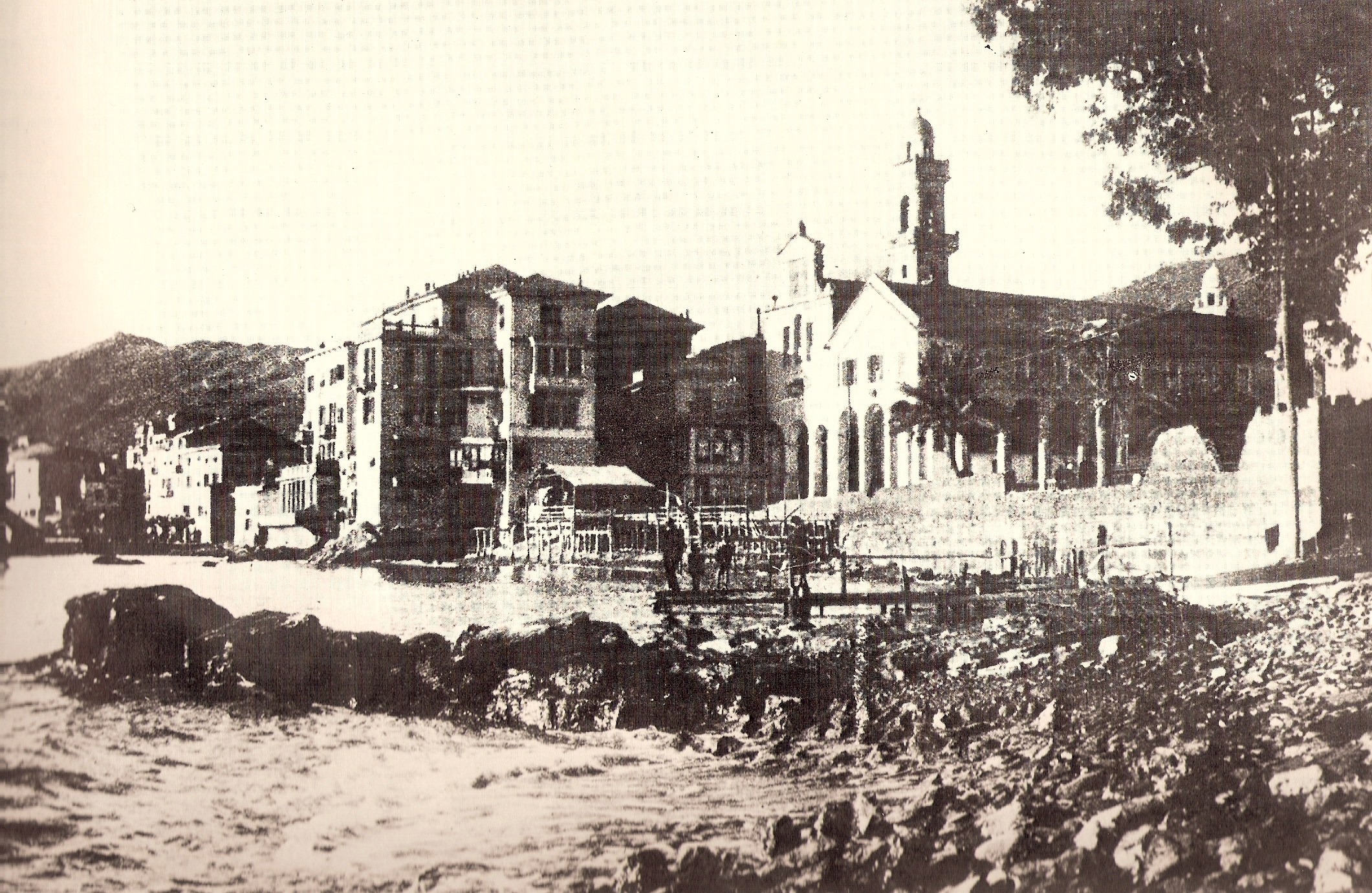
Il complesso dopo la demolizione dell'ala lato mare

Se travagliate furono le fasi della costruzione e della fondazione, tanto meno risultarono rosee le iniziali forme di gestione del monastero operate da madre Serravalle. I primi contrasti si ebbero dal confinante convento dei frati minori osservanti di San Francesco che, con ricorso presentato a Roma, dichiararono apertamente la loro non riconoscenza verso l'ordine della santa di Montefalco in quanto, citando i vincoli dei lasciti e testamenti, il monastero avrebbe dovuto essere gestito dall'ordine di Santa Chiara d'Assisi e, per conseguenza, sotto la cura dei Francescani. Il ricorso venne quindi trasmesso dal cardinale di Carpegna all'arcivescovo di Genova il 26 gennaio del 1691 con l'ordine di soprassedere momentaneamente sulla fondazione del nuovo monastero fino a nuovo ordine della Sacra Congregazione.
Nonostante l'intervento diretto del Senato della Repubblica di Genova, nel quale impose ai frati il blocco ad ogni sorta di ricorso, una nuova lettera anonima fu inviata a Roma il 22 aprile dello stesso anno protestando contro la "strana clausura del monastero, composto da una chiesa, un'ala compiuta e tre casette presso la spiaggia". E proprio la spiaggia con la presenza dei bagnanti nel periodo estivo, ovviamente visibili dalle monache, fu al centro della piccata lettera di protesta alla quale furono aggiunti denigranti commenti verso la madre Serravalle, dipinta come "seminatrice di zizzania", e verso la curia genovese per una presunta protezione "affettiva" in favore della religiosa. Già il 28 aprile l'arcivescovo reagì scrivendo a Roma che sulla questione vi era già stata una pronunzia da parte del senato genovese e che, nel più breve tempo possibile, si sarebbe comunque rimediato ad una completezza del complesso.
Per fugare ogni dubbio, e soprattutto per il nuovo memoriale anonimo negativo inviato a Roma, l'arcivescovo ritenne opportuno un personale sopralluogo al monastero rapallese il 19 giugno, con la visita al tanto contestato "convento affacciato sul mare". Effettivamente il complesso risultò avere quale lacuna visti gli urgenti decreti che lo stesso Giulio Vincenzo Gentile impartì come la chiusura di vani, infissi, porte e la predisposizione per nuove sopraelevazioni delle mura. A conclusione dei lavori, il 5 luglio del 1691 il prevosto della chiesa genovese di San Pietro in Banchi ne dichiarava, con atto pubblico rogato dal notaio Rocco Francesco Sartorio, la forma solenne di clausura.

### Gli ampliamenti e le ultime fasi

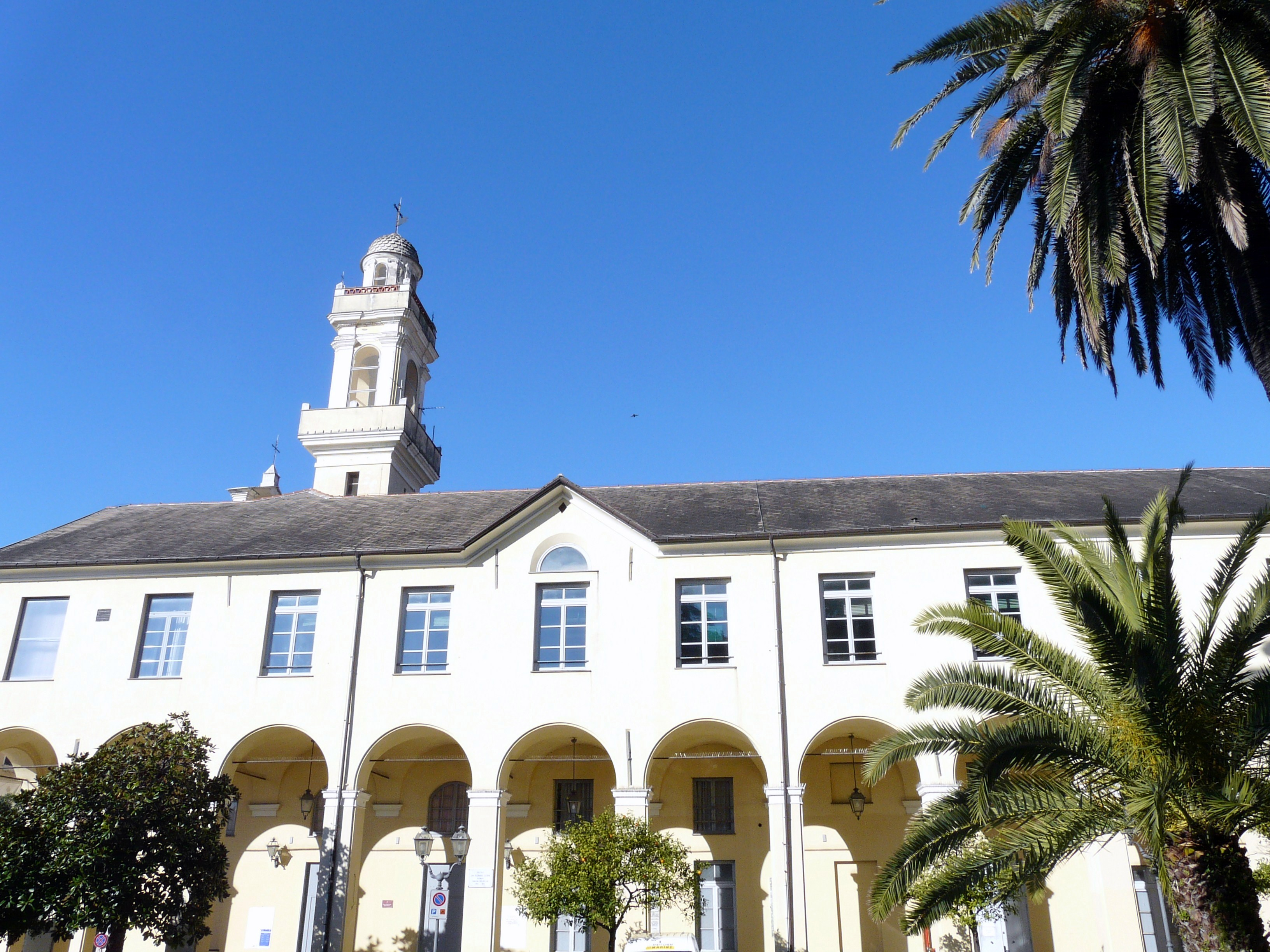
Vista laterale

Nel 1822, dopo precedenti lavori effettuati tra il 1714 e il 1716, per lo spianamento e l'allargamento della strada antistante, l'attuale Via Aurelia Levante, venne demolito il muraglione a mare, ricostruendolo più a monte e con l'aggiunta di cinque nuove stanze e con il rifacimento del refettorio. Un nuovo braccio, comprensivo di dieci nuove stanze, fu ancora edificato tra il 1827 e il 1828 permettendo così l'ingresso di nuove monache, in buona parte di famiglie patrizie genovesi. Un bilancio demografico del 1846 attestò la presenza di ventotto professe, una novizia e otto sorelle.
Nell'aprile del 1883, come da normativa prevista del 1866 sull'acquisto di beni ecclesiastici di proprietà dello Stato, l'amministrazione civica richiese l'acquisto del monastero, nonostante la legge ne prescrivesse come vincolo l'assoluto sgombero dei o delle religiose. La domanda fu accettata dall'intendenza di finanza di Genova con la condizione per la municipalità rapallese di assumersi l'obbligo di mantenere in una parte del fabbricato le religiose superstiti.
Con delibera del maggio 1899 il Comune acquisisce il fabbricato del monastero, con annessa chiesa e di tutto il terreno limitrofo cintato da alte mura. L'abbandono delle ultime suore nel giugno del 1902 verso un convento di Sturla decretò la fine ecclesiastica del seicentesco complesso.

### La nuova fase "civica"

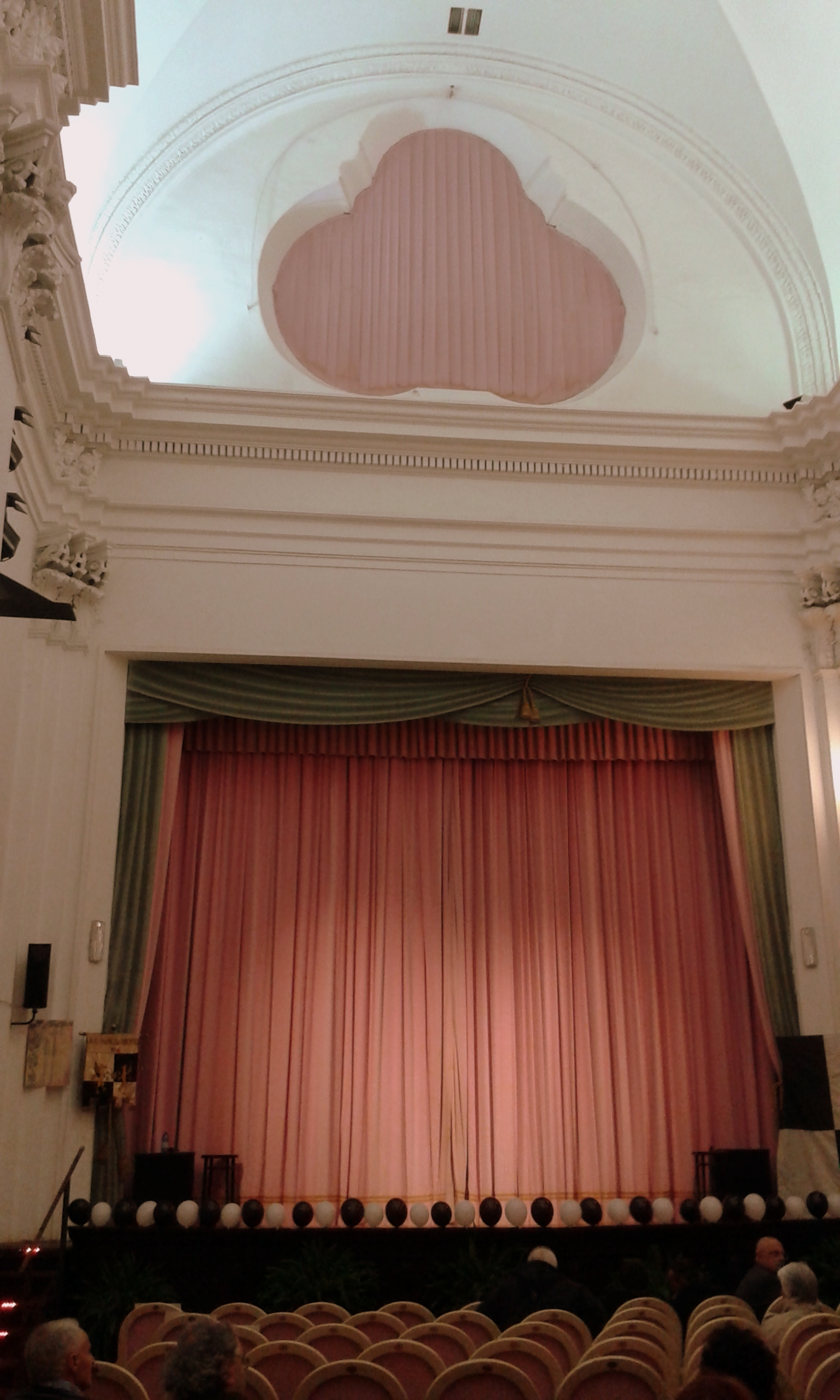
Particolare del palco dell'auditorium

Con delibera del consiglio comunale del 28 giugno 1905 si bandì un concorso per il progetto di sistemazione dell'ex complesso monastico, con la realizzazione di una nuova strada carrabile interna tra il convento dei Francescani e la strada principale e, con la demolizione dell'ala verso mare, di una nuova piazza-giardino sulla strada principale. Vinse il concorso l'ingegnere rapallese Macchiavello che, dando il via ai lavori nel 1908, conferì al complesso pressappoco l'odierno aspetto strutturale e viario. Nelle ali superstiti alla necessaria demolizione furono quindi collocate le civiche scuole comunali.
Nel 1912 la chiesa di Santa Chiara da Montefalco fu definitivamente dichiarata soppressa, e quindi sconsacrata, con il trasferimento degli ultimi beni e arredi (altare maggiore, opere d'arte e reliquie) presso la locale basilica dei Santi Gervasio e Protasio. Con lo scoppio della prima guerra mondiale la chiesa venne requisita e destinata a deposito di granaglie e a caserma e analogo destino subì durante il secondo conflitto bellico con la conversione dell'ex edificio di culto in dormitorio e mensa. Deposito di barche e simili fino al 1964, dopo importanti e radicali interventi di recupero e conversione nel 1967, e ancora nel 1995, la chiesa è oggi sede del teatro-auditorium cittadino con una capienza massima di 265 posti a sedere.

## Il museo
Il museo "Attilio e Cleofe Gaffoglio", sito negli spazi a terra e il chiostro dell'ex complesso monastico, offre al visitatore numerose collezioni in oro, porcellana e avorio, oltre che a sculture e dipinti pregiati donati dai concittadini Attilio e Cleofe Gaffoglio. Originari di Torino, ma residenti a Rapallo fino all'improvvisa morte nel 2000, erano i proprietari dell'intera collezione fino al lascito definitivo al Comune nel luglio dello stesso anno.